# Crotalaria iringana
Crotalaria iringana är en ärtväxtart som beskrevs av Hermann August Theodor Harms. Crotalaria iringana ingår i släktet sunnhampor, och familjen ärtväxter. Inga underarter finns listade i Catalogue of Life.